# Župa (Czarnogóra)
Župa (cyr. Жупа) – wieś w Czarnogórze, w gminie Danilovgrad. W 2011 roku liczyła 41 mieszkańców.